# Struthio asiaticus
El avestruz asiático (Struthio asiaticus) fue un ave estrutioniforme de la familia Struthionidae que vivió desde el Plioceno desde Asia Central a China.
En China, se sabe que los avestruces se extinguieron a finales o poco después del fin de la última Era de Hielo; imágenes de avestruces se han encontrado en cerámica prehistórica así como en petroglifos indicando que aún existían cuando los humanos alcanzaron el actual territorio de China.